# تاكومي ساساكي
تاكومي ساساكي (باليابانية: 佐々木 匠) (مواليد 30 مارس 1998)، هو لاعب كرة قدم ياباني سابق كان يلعب كلاعب وسط.

## وصلات خارجية
- تاكومي ساساكي على موقع رابطة كرة القدم اليابانية للمحترفين (اليابانية)
- تاكومي ساساكي على موقع قاعدة بيانات كرة القدم.إي يو (الإنجليزية)
- تاكومي ساساكي على موقع Soccerway.com (الإنجليزية)
- تاكومي ساساكي على موقع عالم كرة القدم.نت (الإنجليزية)
- تاكومي ساساكي على موقع كووورة